# Adrienne Bailon
Adrienne Eliza Bailon (Nueva York, 24 de octubre de 1983) es una cantante, compositora, actriz y presentadora de televisión estadounidense, de ascendencia puertorriqueña y ecuatoriana, que se dio a conocer como parte del grupo 3LW, y por coprotagonizar en la exitosa película de Disney Channel The Cheetah Girls y sus dos secuelas, junto a su excompañera de 3LW Kiely Williams, y por formar parte del grupo del mismo nombre junto a ella.
Después de que éstas publicaran su álbum debut ya como una banda real y 3LW se separasen, cosechó de nuevo gran popularidad y reconocimiento musical como miembro de The Cheetah Girls. El grupo se disolvió en 2008 para dedicarse a sus carreras individuales, y Adrienne abandonó temporalmente el mundo de la música para dedicarse a su carrera como actriz, la cual había desenvuelto paralelamente desde 2005.
Destacan sus papeles protagonistas en All You've Got, junto a Ciara (2006), Cuttin' da Mustard (2008) y otros papeles en películas como la exitosa Coach Carter, la película para televisión Taylor Made, Buffalo Dreams, todas de 2005. Aparte de su trabajo en el cine, también ha aparecido con pequeños papeles en varias series, como That's So Raven o Taina; además de participar como presentadora e invitada en varios reality shows, entre los que salientan Keeping Up with the Kardashians y Empire Girls: Julissa and Adrienne, el cual coprotagonizó junto a Julissa Bermudez, Hizo también otro protagónico en I'm in Love with a Church Girl como "Vanessa".
Actualmente es la copresentadora del talk show de Fox The Real.

## Carrera
Nació en Nueva York siendo su madre puertorriqueña y su padre ecuatoriano el 24 de octubre de 1983. La profesión de Adrienne surgió de forma casual en el año 1999, cuando ella cantaba en el coro de su iglesia en Madison Square Garden, cuando Ricky Martin vio su actuación, y pidió que eligieran a las cuatro mejores cantantes de su coro para cantar con él en su concierto de esa noche.
En el 2011 apareció en el minuto 0:15 como extra en el video musical del sencillo "Give Me Everything" de Pitbull con Ne-Yo, Afrojack y Nayer.

### 3LW
Tras este debut, Adrienne fundó el grupo 3LW de R&B junto con Naturi Naughton y Kiely Williams. Su primer disco, titulado igualmente 3LW salió al mercado en el año 2000, y llegó a ser doble disco de platino. Poco antes de la aparición de su segundo disco, A Girl Can Mack, Naturi Naughton abandonó el grupo. Los últimos miembros de 3LW fueron Adrienne Bailon, Kiely y Jessica Benson. Actualmente el grupo está inactivo y con el lanzamiento de su tercer disco pendiente, debido a que tanto Bailon como Kiely Williams forman parte de The Cheetah Girls.

### The Cheetah Girls

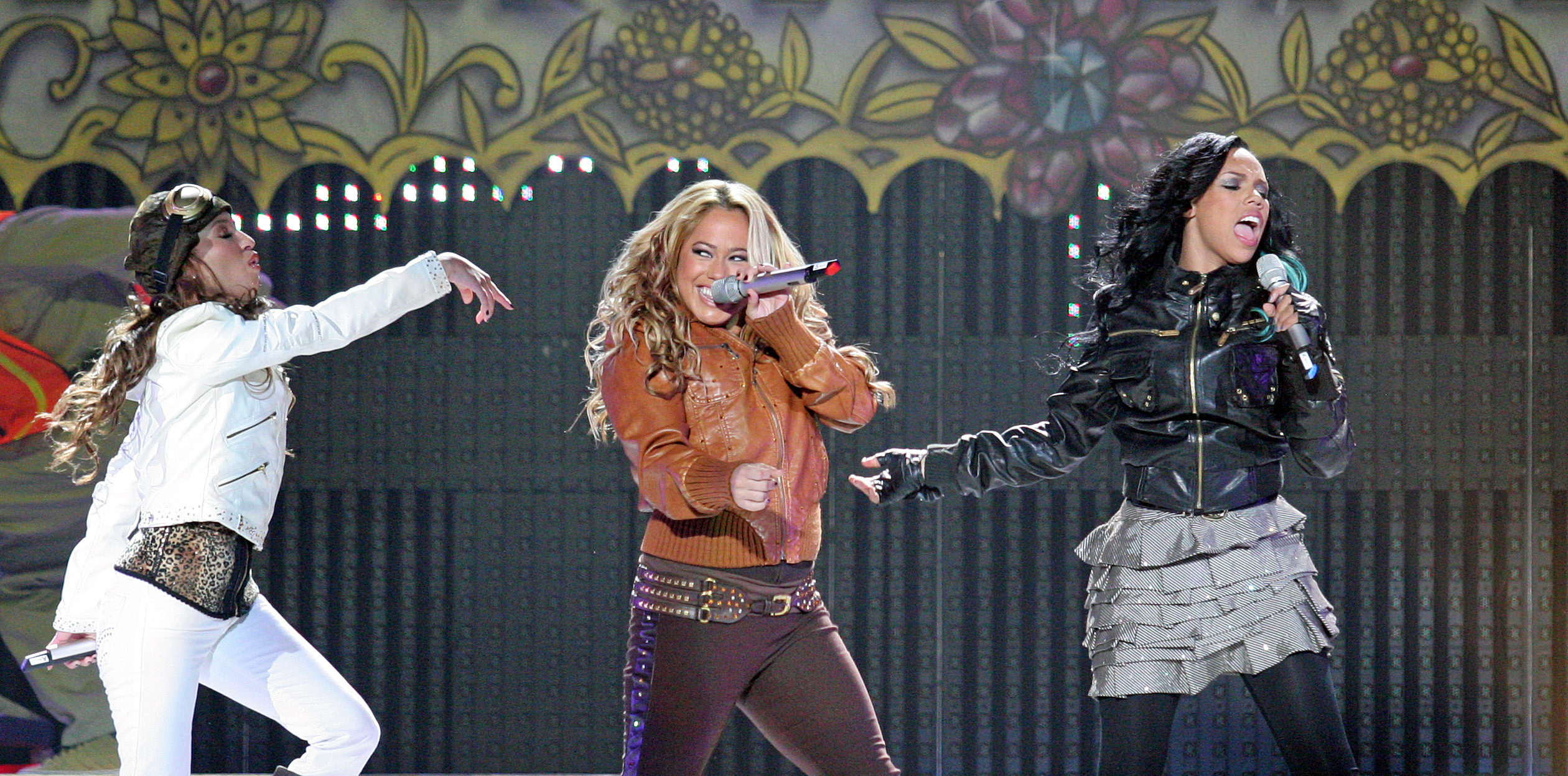
The Cheetah Girls.

Adrienne formó parte del elenco en las Películas Originales de Disney Channel The Cheetah Girls, The Cheetah Girls 2 y The Cheetah Girls: Un Mundo como Chanel Simmons. La película de The Cheetah Girls fue un éxito en el año de 2003, tanto así que obtuvo la certificación de doble disco de platino en Estados Unidos, al igual que su secuela The Cheetah Girls 2 en 2006.
El año 2005 la banda lanzó su primer álbum, Cheetah-licious Christmas, más tarde realizaron una gira para promocionar tanto el álbum como la película. Luego del estreno de la secuela, The Cheetah Girls 2, también realizaron una gira llamada "The Party's Just Begun", para promocionar la película y la banda sonora. Durante esta gira el grupo también confirmó la grabación y lanzamiento de su primer álbum de estudio, titulado TCG y fechado para lanzarse el 25 de septiembre de 2007.
Bailon, Kiely Williams y Sabrina Bryan, miembros del elenco original; formaron su propio grupo The Cheetah Girls. Raven-Symoné también participó en las 2 primeras películas de The Cheetah Girls como Galleria Garibaldi, pero decidió no ser parte del grupo, puesto que quería seguir con su carrera de solista.
En el 2007 lanzaron el álbum TCG, del que lanzaron 2 sencillos titulados "So Bring It On" y "Fuego"; los que obtuvieron gran éxito en las posiciones de los Billboards.
En enero de 2008 Adrienne, Kiely y Sabrina viajaron a la India para grabar la tercera película de The Cheetah Girls. Y en agosto del mismo año fue estrenada en Estados Unidos. Luego en el mes de octubre realizaron la gira de conciertos "One World Tour" para promocionar la película y la banda sonora.

### Carrera como solista
Bailon confirmó en enero de 2009, que lanzará su álbum como solista. En el mes de junio firmó contrato con Def Jam Recordings.
Adrienne va a tener influencia de ritmos latinos, además algo de reguetón. Pitbull va a estar en el álbum. "Quiero grabar una canción con el grupo de bachata Aventura, así que estamos trabajando en eso". Para este álbum Adrienne ha trabajado con reconocidos productores musicales como: Bryan-Michael Cox, Rico Love, The Dream, Rodney Jerkins, The Stereotypes, Ne-Yo, The Runners(entre otros).
Ne-Yo escribió una canción que se llama "When He’s Here". Danja está trabajando también en el álbum y D'Mile que hizo "Speedback" para Janet Jackson. Estelle escribió un par de canciones, una canción llamada "Hello" y una canción llamada "They Don’t Really Know".
"Superbad" se filtró en Internet. Estará en el álbum, pero no va a ser el primer sencillo. Todavía no ha sido escogido el primer sencillo, pero uno de los sencillos será una canción llamada "Rainy Days". Fue escrita por [City High's] Claudette Ortiz y una mujer llamada LaTavia.
Se programó el lanzamiento de su álbum para el verano boreal de 2011, y el primer sencillo saldría en julio, pero este proyecto se canceló. 
En 2016, Bailon se casó con el cantante y compositor cristiano Israel Houghton y adoptó su apellido. El 17 de noviembre de 2017, Bailon, ahora con el apellido Houghton, retorna a la música con el lanzamiento de su álbum debut como solista New Tradiciones, un álbum navideño con canciones tanto en inglés como en español. Alcanzó el número uno en la lista latina estadounidense en iTunes.

### MTV
En 2009, Adrienne junto a Carlos Santos condujeron "New Afternoons on MTV", este programa se transmitió de lunes a viernes en Estados Unidos. Este era un programa de variedades, además estaba dividido por segmentos en los que muestran diferentes series de MTV, tales como: "Sex...with Mom and Dad", "Room Raiders" y "Parental Control". En cada transmisión tenían invitados especiales.
En el verano de 2009 Adrienne presentó un nuevo programa para MTV llamado "Sunblock", en el que Adrienne nos mostraba sitios turísticos de su ciudad de origen Nueva York. Y además le hacía entrevistas a personalidades como: Trey Songz, Lil'Mama, entre otras.
Adrienne Bailon además ha conducido varios especiales para el canal, tales como los Video Music Awards 2009, MADE: Hip-Hop Dance Battle (entre otros). En 2015 copresentó el reality Knock Knock Live.

## Vida personal
En enero de 2015 habló de que no se atrevía a lanzar su álbum debut como solista ya que no le gustaba como sonaba su voz y porque cuando firmó con Def Jam, las cosas no salieron como esperaba.
Bailon es cristiana evangélica.

### Relaciones
Bailon salió con Rob Kardashian, desde 2007 hasta 2009. Debido a su relación, Bailon apareció en varios episodios de Keeping Up with the Kardashians.
El 5 de febrero de 2015, en un episodio de The Real, anunció que estaba comprometida con Lenny Santiago, su novio desde hacía seis años. Lenny era el jefe de la compañía discográfica de Jay-Z, Roc Nation. En septiembre de ese año anunciaron su separación.
Bailon se comprometió con el músico Israel Houghton el 12 de agosto de 2016 en París después de salir por seis meses. Se casaron en la misma ciudad el 11 de noviembre de 2016. Bailon se convirtió en madrastra de los cuatro hijos de Houghton de una relación anterior.
En agosto de 2022 tuvieron su hijo Ever James, a través de maternidad subrogada.

## Discografía

### Álbumes de estudio
| Título          | Detalles                                                                                             | Posiciones en Listas |
| Título          | Detalles                                                                                             | US Latin             |
| --------------- | --- | -------------------- |
| New Tradiciones | - Lanzamiento: 17 de noviembre de 2017 - Discográfica: Bridge Music - Formatos: CD, descarga digital | 23                   |

### Otras apariciones
| Title                          | Year | Other performer(s)                      | Album                                       |
| ------------------------------ | ---- | --------------------------------------- | ------------------------------------------- |
| "No Me Digas Que No"           | 2004 | Enemigo                                 | Caminando                                   |
| "War (Extended Version)"       | 2007 | Edwin Starr, Jackie Chan, Chris Tucker  | Rush Hour 3                                 |
| "No Me Digas Que No"           | 2007 | Xtreme                                  | Haciendo Historia: Platinum Edition         |
| "Stand Up"                     | 2008 |                                         | The Cheetah Girls: One World                |
| "What If" (credited as Chanel) | 2008 |                                         | The Cheetah Girls: One World                |
| "Uncontrollable"               | 2009 |                                         | Confessions of a Shopaholic                 |
| "Big Spender"                  | 2009 |                                         | Confessions of a Shopaholic                 |
| "I'll Be That"                 | 2009 | Ghostface Killah                        | Ghostdini: Wizard of Poetry in Emerald City |
| "Come With Me"                 | 2012 | Daddy Yankee, Prince Royce, Elijah King | Prestige                                    |
| "Like A Virgin"                | 2013 | Sara Paxton, Chelsea Kane               | Lovestruck: The Musical                     |
| "Everlasting Love"             | 2013 | Sara Paxton, Chelsea Kane, Drew Seeley  | Lovestruck: The Musical                     |
| "Days Go By"                   | 2014 | Duane Harden, Gilbere Forte             | #NB4U (Naked Before You)                    |
| "I'm With You/Be Still"        | 2018 | Israel Houghton                         | Road to DeMaskUs                            |

### Apariciones en videos musicales
| Año  | Título                             | Artista (s)                             |
| ---- | ---------------------------------- | --------------------------------------- |
| 2002 | "Crush Tonight"                    | Fat Joe                                 |
| 2004 | "Radio"                            | Jarvis                                  |
| 2004 | "Blow Your Whistle"                | Morgan Smith                            |
| 2009 | "A Toast to the Good Life"         | Fabolous                                |
| 2009 | "Everything, Everyday, Everywhere" | Fabolous                                |
| 2011 | "Give Me Everything"               | Pitbull                                 |
| 2013 | "Sexy People"                      | Pitbull                                 |
| 2013 | "Sunday Kinda Love"                | Israel Houghton                         |
| 2016 | "Where's the Love?"                | The Black Eyed Peas featuring The World |
| 2018 | "Secrets"                          | Israel & Adrienne Houghton              |

## Filmografía
| Año           | Película/ Programa                      | Personaje              | Notas                                                         |
| ------------- | --------------------------------------- | ---------------------- | ------------------------------------------------------------- |
| 2001          | Taina                                   | Gia                    | estrella invitada, Serie de TV                                |
| 2003          | The Cheetah Girls                       | Chanel Simmons         | papel principal, película de TV Disney Channel                |
| 2003—2004     | Es Tan Raven                            | Alana                  | Estrella invitada, 4 episodios serie de TV Disney Channel     |
| 2005          | Buffalo Dreams                          | Domino                 | película de TV, papel principal                               |
| 2005          | Taylor Made                             | Madison Santos         | papel principal, película de TV                               |
| 2005          | Coach Carter                            | Dominique              | papel principal, película de TV                               |
| 2006          | All You've Got                          | Gabby Espinoza         | papel principal, Serie de TV                                  |
| 2006          | The Cheetah Girls 2                     | Chanel Simmons         | papel principal, película de TV Disney Channel                |
| 2006          | Cuttin' da Mustard                      | Erma Topae             | papel principal, película                                     |
| 2008          | Zack y Cody: Gemelos en Acción          | Ella misma             | Estrella invitada 1 Episodio, Serie de TV Disney Channel      |
| 2008          | The Cheetah Girls: One World            | Chanel Simmons         | papel principal, película de TV Disney Channel                |
| 2008          | Keeping Up with the Kardashians         | ella misma             | estrella invitada, Serie de TV                                |
| 2008          | The Sisterhood of the Traveling Pants 2 | Cute video couple girl | papel secundario, película                                    |
| 2012          | Empire Girls: Julissa and Adrienne      | ella misma             | presentadora, Serie de TV                                     |
| 2012          | Elixir                                  | Varios personajes      | papel principal, película de TV                               |
| 2013          | I'm in Love with a Church Girl          | Vanessa Leon           | Papel principal, película                                     |
| 2013          | The Coalition                           | Katalina Santiago      | Papel principal, película                                     |
| 2013—2022     | The Real                                | Ella misma             | Presentadora, Programa de TV FOX                              |
| 2018          | Famous in Love                          | Ella misma             | Estrella invitada, 1 episodio serie de TV Freeform            |
| 2018          | Celebrity Family Feud                   | Ella misma             | Estrella invitada, 1 episodio serie de TV                     |
| 2019          | The Masked Singer                       | Flamingo/Ella misma    | Participante, temporada 2                                     |
| 2022          | Raven's Home                            | Alana                  | personaje recurrente (temporada 5) serie de TV Disney Channel |
| 2022          | The Real Housewives of Beverly Hills    | Ella misma             | Invitada 1 episodio reality show de TV                        |
| 2022–2023     | E! News                                 | Ella misma             | co-presentadora                                               |
| 2022–presente | Love Always, Adrienne                   | Ella misma             | anfitriona serie web                                          |
| 2023          | Miss USA 2023                           | Ella misma             | anfitriona, concurso de belleza                               |